# Dereniówka (Ukraina)
Dereniówka (ukr. Деренівка, Dereniwka) – wieś na Ukrainie w rejonie tarnopolskim należącym do obwodu tarnopolskiego.
Znajduje się tu stacja kolejowa Dereniówka, położona na linii Tarnopol – Biała Czortkowska.
Do 2020 w rejonie trembowelskim.